# Dänische Deutschland-Brigade
Die Dänische Deutschland-Brigade (dänisch Den Danske Brigade/Det Danske Kommando i Tyskland) war ein Heeresverband Dänemarks, mit dem sich dieses Land nach dem Zweiten Weltkrieg von 1947 bis 1958 an der Arbeit der alliierten Besatzungstruppen in Deutschland beteiligte; sie war an verschiedenen Orten der Britischen Besatzungszone bzw. Norddeutschlands stationiert. Norwegen beteiligte sich ebenfalls mit der Stationierung einer Deutschland-Brigade.

## Entstehungsgeschichte
Schon wenige Monate nach dem Ende des Zweiten Weltkriegs hatte der damaligen dänische Staatsminister Vilhelm Buhl angekündigt, dass sich sein von der deutschen Besatzung befreites Land an der Besetzung Deutschlands mit einem Militärkontingent beteiligen könne. Nicht zuletzt stand dahinter der Wunsch Dänemarks, als ein alliierter Staat anerkannt zu werden. Die britische Regierung hatte Kopenhagen außerdem Hilfe beim militärischen Wiederaufbau des Landes zugesagt.
Bis es zu dem dänischen Militäreinsatz kam, verlief noch einige Vorbereitungszeit. Wegen der aufgeheizten Stimmung wegen des starken Anwachsens der dänischen Minderheit im Landesteil Schleswig kam die Stationierung der dänischen Soldaten an Standorten in Schleswig-Holstein zunächst nicht in Frage.

## Einsatz und Einsatzzeit
Die dänische Brigade im Umfang von knapp 4000 Soldaten zuzüglich Zivilbediensteten wurde ab Juni 1947 an verschiedenen Orten in Ostfriesland stationiert (Jever, Oldenburg i.O., Emden, Aurich, Varel und Wilhelmshaven). Nachdem Norwegen seine zunächst im Harz eingesetzte Deutschland-Brigade in reduzierter Form 1949 nach Schleswig-Holstein verlagerte, zog die Dänische Deutschland-Brigade ebenfalls dorthin um. Die Stationierung erfolgte in der holsteinischen Stadt Itzehoe in der dortigen Hanseaten-Kaserne am Langen Peter. In Itzehoe waren schon früher lange Zeit dänische Soldaten vor allem während der Zugehörigkeit des Herzogtums Holstein zum dänischen Gesamtstaat und sogar noch bis 1937 im Einsatz. Während die norwegischen Soldaten nur bis 1953 in Schleswig-Holstein blieben, hielt sich das dänische Militärkontingent – reduziert auf ca. 2000 Soldaten noch bis 1958 in Itzehoe auf.
Das Verhältnis zur deutschen Bevölkerung war im Großen und Ganzen gut, jedenfalls wurden größere Konflikte nicht bekannt. Gerade in den kleineren Städten boten die Soldaten aus Dänemark bzw. Norwegen neben den britischen Soldaten im Alltagsleben oft ein buntes und vielseitiges Bild. Nicht zuletzt stand der Einsatz der dänischen und norwegischen Truppenkontingente in Deutschland bereits im Vorfeld der NATO-Mitgliedschaft dieser beiden Staaten, die 1949 nach der Gründung der NATO begann.
Das Dänische Kommando in Deutschland legte überdies Wert darauf, dass seine Soldaten neben ihren eigentlichen Aufgaben auch Land und Leute näher kennenlernten. Zu diesem Zweck wurde z. B. sogar ein kleiner Reiseführer in dänischer Sprache herausgegeben, den der Offizier Jørgen Pedersen verfasst hatte.